# Paleo-Orthodoxie
Paleo-Orthodoxie (altgriechisch παλαιός palaiós ‚alt‘ und ὀρθοδοξία orthodoxía ‚Rechtgläubigkeit‘) ist eine theologische Bewegung innerhalb des US-amerikanischen Protestantismus.

## Name und Abgrenzung
Der Name Paleo-Orthodoxie grenzt sich gegenüber anderen theologischen Richtungen ab. Zum einen zeigt die Vorsilbe Paleo eine Abgrenzung zur Theologie der Orthodoxen Kirchen an, die umgangssprachlich nur als Orthodoxie bezeichnet werden. Ihr gegenüber greift die Paleo-Orthodoxie zeitlich weiter zurück auf Glaubensüberzeugungen und Quellen, die bereits vor dem Schisma von 1054 allen christlichen Kirchen gemeinsam waren, nämlich die Schriften des Alten und des Neuen Testaments und die theologischen Schriften vor und nach dem nicäaischen Glaubensbekenntnis.
Andererseits besteht eine Abgrenzung zur sogenannten altprotestantischen Orthodoxie, einer theologischen Strömung des 16. und 17. Jahrhunderts, sowie zur Dialektischen Theologie, die vor allem in den USA auch als Neo-Orthodoxie bezeichnet wird. Die Glaubensüberzeugungen der letztgenannten sind deutlich jüngeren Datums und für die theologischen Ansichten der Paleo-Orthodoxie nicht relevant, weil sie jünger und daher weiter weg von biblischen Ereignissen und Schriften sind.

## Theologische Grundlage
Die Paleo-Orthodoxie gewinnt ihre theologischen Ansichten aus den Entscheidungen der Ökumenischen Konzilien und der frühen Kirchenväter. Sie ist darauf ausgerichtet, den größtmöglichen Konsens dieser Ansichten als übereinstimmende Lehrgrundlage aller christlichen Kirchen zu verstehen. Dabei wird an eine Aussage von Vincent von Lérins angeknüpft:

quod ubique, quod semper, quod ab omnibus creditum est.

„Das, was überall, was immer, was von allen geglaubt wurde.“

Im eigentlichen Sinn handelt es sich bei der Paleo-Orthodoxie um einen radikalen Ansatz der Ökumenischen Theologie, indem versucht wird, die kirchentrennenden Lehrentscheidungen späterer Zeit durch frühere Lehrentscheidungen als irrelevant anzusehen.
Prägendster und herausragendster Vertreter der Paleo-Orthodoxie war der Theologe Thomas C. Oden (1931–2016), Mitglied der United Methodist Church und 1970–2003 Professor an der Drew University in Madison (New Jersey), an der Ostküste der USA.